# Microwarmte-krachtkoppeling

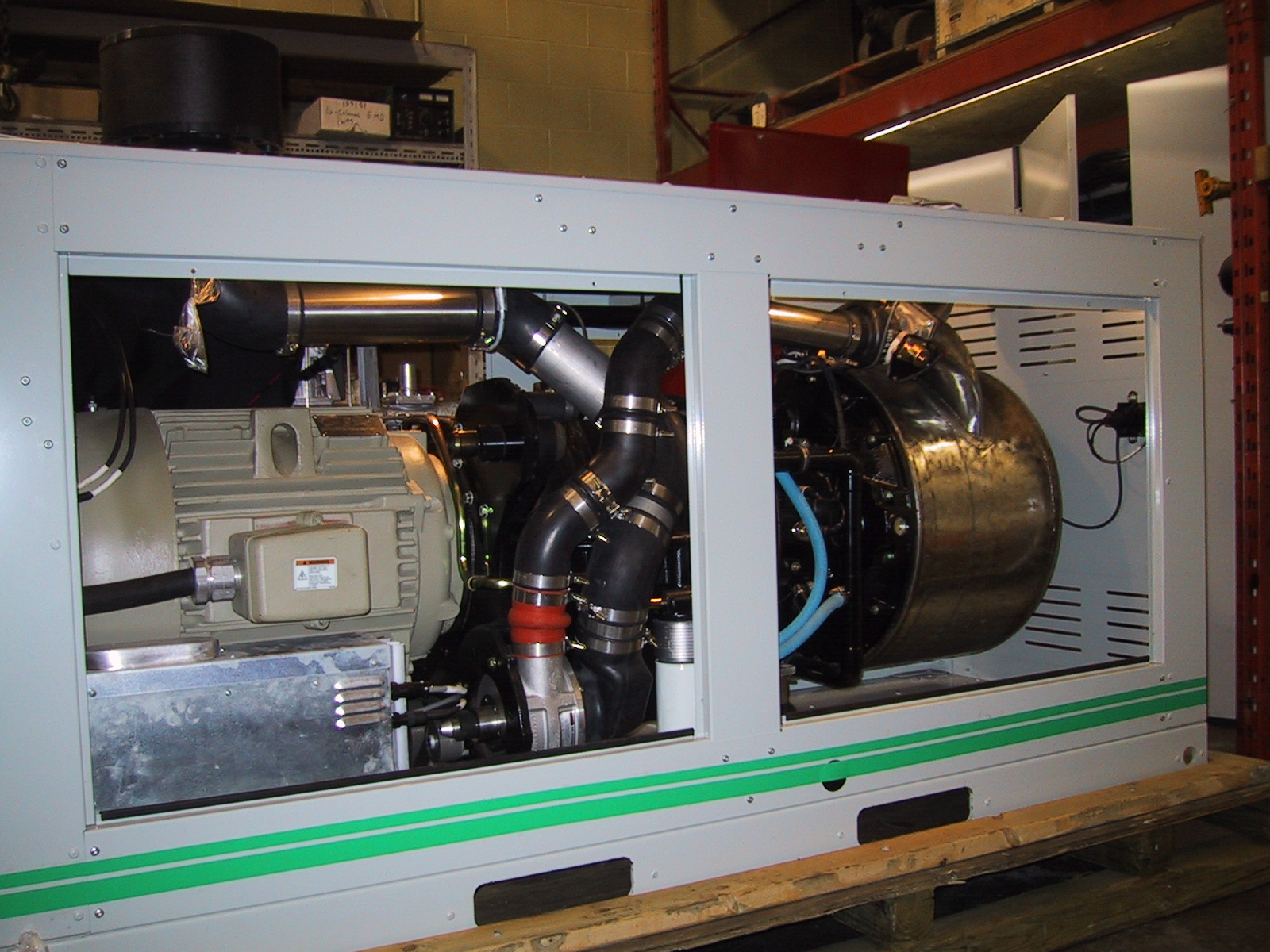
Een combinatie van stirlingmotor en generator met minder dan 50 kW elektrisch vermogen, voor gecombineerde warmte en elektriciteitsproductie

Een stirlingmotor en lineaire alternator

Microwarmte-krachtkoppeling (micro-WKK), ook wel HRe genoemd, is de term voor opwekking van elektriciteit door middel van warmte-krachtkoppeling (WKK) in huishoudens, meestal met een stirlingmotor of brandstofcel tot een capaciteit van 20 kilowatt. De WKK-installatie vervangt daarbij de cv-ketel en de boiler of geiser. Grotere toepassingen, voor gebruik in de utiliteitsbouw, worden mini-WKK genoemd.
De M-WKK voor huishoudens valt net als de windturbine en het zonnepaneel onder de netgekoppelde decentrale opwekkers. Door de Projectgroep Smart Grids Netbeheer Nederland zijn samen met ECN beleidsstudies gedaan om te onderzoeken of grootschalige introductie van HRe-ketels problemen op het net kan veroorzaken.

## Brandstofcel
Een op PEMFC-brandstofcellen gebaseerde HRe-ketel heeft een elektrische efficiëntie van 37% LHV en 33% HHV en een warmteterugwinnings efficiëntie van 52% LHV en 47% HHV met een levensduur van 40.000 uur of 4000 start-stopcyclussen wat vergelijkbaar zou zijn met 10-jarig gebruik. De voordelen boven de stirling-WKK zijn geen bewegende delen, onderhoudsarm en een stillere werking. Het overschot aan elektriciteit kan teruggeleverd worden aan het elektriciteitsnet.

## Stirlingmotor
De stirlingmotor werd in 1816 geïntroduceerd ter vervanging van de stoommachine. Dit type motor staat op het moment in de belangstelling voor gebruik in microwarmte-krachtkoppelingsinstallaties waarin het efficiënter en veiliger is dan een installatie met een vergelijkbare stoommachine. De micro-WKK met stirlingmotor produceert 6 kWh tot 10 kWh aan warmte per 1 kWh aan elektriciteit. Het tekort aan elektriciteit in de zomer, als er geen warmte nodig is voor verwarming, wordt dan weer betrokken van het elektriciteitsnet.

## Mobiele toepassing
Ook voor kleinere schepen (jachten en kleine beroepsvaart) bestaat er een voorziening, die met ongeveer 1 liter dieselolie per uur ongeveer 500 watt elektrische energie bijna continu kan opwekken, waarbij de restwarmte naar believen kan worden gebruikt voor de verwarming van de boot, dan wel via een warmtewisselaar "over boord kan worden gezet". Het gebruik van een stirlingmotor is in deze gevallen een voordeel, omdat deze niet met explosies werkt, maar alleen met een continu brandende vlam "heet gestookt" moet worden. Daardoor is de motor bijna geruisloos en is de levensduur en de betrouwbaarheid (inmiddels) groter dan van een verbrandingsmotor.

## Marktstatus en overheidsbeleid
Het grootste aantal installaties van micro-WKK is in Japan met op dit moment (2009) meer dan 90.000 eenheden, waarvan het overgrote deel van het type "ECO-will". Zes Japanse energiebedrijven zijn begonnen met de introductie van de 300W-1kW PEMFC ENE FARM in 2009, met 3.000 geïnstalleerde eenheden in 2008, een productie van 150.000 eenheden als doelstelling voor 2009-2010 en een doelstelling van 2.500.000 eenheden in 2030.
Geschat wordt dat er ongeveer 1.000 micro-WKK-systemen in gebruik zijn in het Verenigd Koninkrijk per 2002. Dit zijn voornamelijk "Whispergen", stirlingmotoren en Senertec Dachs-zuigermotoren. Met ingang van 7 april 2005 heeft de Britse regering de btw verlaagd van 17,5% naar 5% voor micro-WKK-systemen om met deze subsidie de vraag naar deze opkomende technologie ten koste van de bestaande, minder milieuvriendelijke technologieën te ondersteunen. Van de 24 miljoen huishoudens in het Verenigd Koninkrijk wordt verwacht dat er 14 tot 18 miljoen geschikt zijn voor micro-WKK-eenheden. Een fabriek in Horsham voor de productie van op SOFC gebaseerde micro-WKK-eenheden zou naar verwachting in de tweede helft van 2009 beginnen met een laagvolumeproductie.
In Duitsland zijn 3000 Ecopower micro-WKK-eenheden geïnstalleerd van Marathon Engine Systems op aardgas en propaan. In juni 2009 is een fabriek in Heinsberg gestart met de productie van SOFC micro-WKK-eenheden met een productie van 10.000 2kW-eenheden per jaar. De Duitse regering biedt financiële prikkels, met inbegrip van een terugleververgoeding en de betaling van bonussen bij het gebruik van door micro-WKK opgewekte elektriciteit.
In Zuid-Korea is de subsidie 80 procent van de kosten van een brandstofcel microwarmte-krachtkoppeling.
Volgens de gezamenlijke fabrikanten werd in 2009 voorspeld dat in 2020 circa 1 miljoen micro-WKK-ketels geplaatst zouden zijn bij Nederlandse huishoudens. In 2030 zou dit zijn toegenomen tot 4 miljoen units. De micro-WKK-ketels vallen onder de subsidieregeling stimuleringsregeling duurzame warmte.
Op de Nederlandse markt is in 2010 door Remeha de eerste HRe-ketel geïntroduceerd onder de naam eVita. Het apparaat is uitgerust met een stirlingmotor (met geïntegreerde lineaire generator) van de Microgen Engine Corporation. De eVita kan als soloketel of als combiketel worden geleverd en produceert 1 kW elektriciteit naast een thermisch vermogen van 24 kW resp. een warmwaterproductievermogen van 28 kW. Op het apparaat was gedurende de introductie in 2010 en 2011 een subsidie van ca. 4.000 euro te krijgen om de marktintroductie te stimuleren. Medio februari 2011 werd deze subsidieregeling stopgezet.